# 中宁路站
中宁路站位于中华人民共和国上海市普陀区武宁路与中宁路交叉口以东、武宁路地道北侧的武宁公园地下，是上海地铁14号线的地铁车站。
地铁14号线在此设置中宁路主变电所，位于车站北侧的武宁公园内，负责14号线3–6供电分区（定边路站–大世界站）、15号线7–10供电分区（娄山关路站至顾村公园站）的供电。

## 车站结构

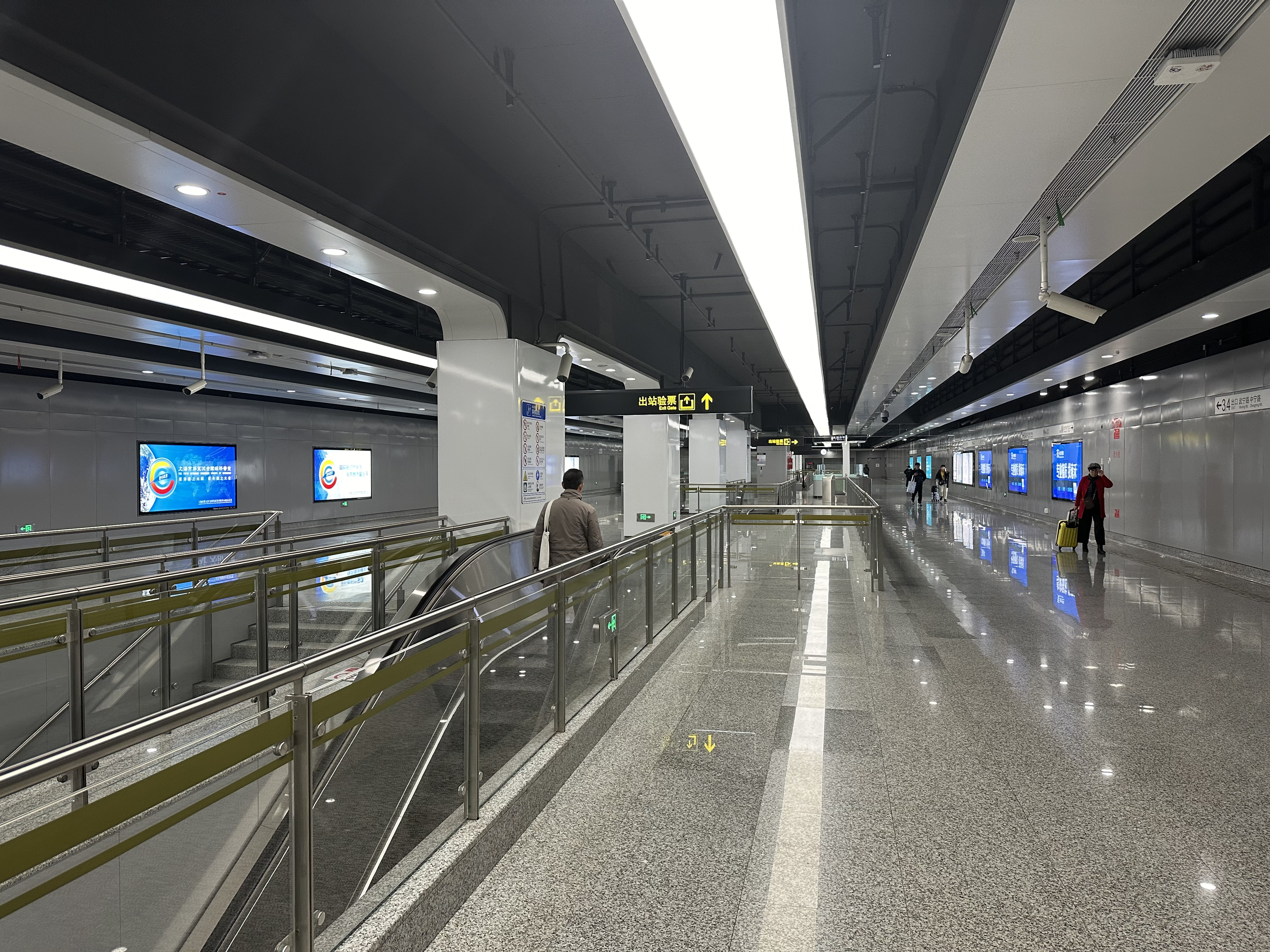
站厅

### 车站楼层
中宁路站共有地下二层。地下一层为车站大厅，地下二层为14号线站台。
| 地面层   | 出入口             | 1、3、4出入口                    |  |  |
| 地下一层 | 站厅               | 票务服务、自动售票机、人工服务台 |  |  |
| 地下二层 | ①站台              | █ 14号线 往封浜（真如）          |  |  |
|          | 岛式站台，左侧开门 |                                  |  |  |
|          | ②站台              | █ 14号线 往桂桥路（曹杨路）      |  |  |

### 出入口
中宁路站目前建成开放3个出入口。1号口位于武宁路与规划宁川路口西北角，悬挂“武宁路702号”门牌；4号口位于武宁路中宁路口东北角。3号口位于武宁路中宁路口东南角，与武宁路801号普陀创新大厦结合建设，以一条长通道过街，与站厅西南角相连。因武宁路地道的中山北路出口匝道敞开段横贯中宁路口，3号口还需承担中宁路南北向的行人过街通行功能。
| 出口编号            | 出口指示       | 照片 |
| ------------------- | -------------- | ---- |
| 1 · 出口 · （设有） | 武宁路         |      |
| 3 · 出口            | 武宁路，中宁路 |      |
| 4 · 出口            | 武宁路，中宁路 |      |
| 图例： 设有         |                |      |

## 接驳公交
| 武宁路中宁路 | 武宁路中宁路       | 武宁路中宁路 | 武宁路中宁路 | 武宁路中宁路 |
| 编号         | 路线               | 路线         | 路线         | 备注         |
| ------------ | ------------------ | ------------ | ------------ | ------------ |
| 105          | 中山北路中潭路     | ⇆            | 定边路桃浦路 |              |
| 106          | 上海火车站(梅园路) | ⇆            | 清涧新村     |              |
| 742          | 谈家渡路武宁支路   | ⇆            | 柳园路       |              |